# Resolució 1220 del Consell de Seguretat de les Nacions Unides
La Resolució 1220 del Consell de Seguretat de les Nacions Unides fou adoptada per unanimitat el 12 de gener de 1999. després de recordar la Resolució 1181 (1998) sobre la situació a Sierra Leone, el Consell va ampliar el mandat de la Missió d'Observació de les Nacions Unides a Sierra Leone (UNOMSIL) fins al 13 de març de 1999.
El Consell de Seguretat va expressar la seva preocupació pel deteriorament de la situació a Sierra Leone i va encoratjar els esforços per resoldre el conflicte per una pau i estabilitat duradores. Va prendre nota de la intenció del secretari general Kofi Annan de reduir el nombre d'observadors militars a la UNOMSIL; un petit nombre es quedaria a Conakry, la capital de la propera Guinea, i tornaria amb el personal de suport quan les condicions haguessin millorat.
Finalment, es va demanar al Secretari General que informés al Consell el 5 de març de 1999 amb recomanacions sobre el futur desplegament de la UNOMSIL a Sierra Leone.